# Baron Pierrepont
Baron Pierrepont war ein erblicher britischer Adelstitel, der einmal in der Peerage of England, einmal in der Peerage of Ireland und zweimal in der Peerage of Great Britain verliehen wurde.

## Verleihung
Der Titel wurde erstmals in der Peerage of England am 29. Juni 1627 für Robert Pierrepont geschaffen. Dieser wurde am 25. August 1628 zudem zum Earl of Kingston-upon-Hull und Viscount Newark erhoben worden. Dessen ältester Sohn, der spätere 2. Earl, erbte bereits am 11. Januar 1641 durch Writ of Acceleration vorzeitig den Titel 2. Baron Pierrepont, erbte 1643 auch die übrigen Titel seines Vaters und wurde 1645 in der Peerage of England zum Marquess of Dorchester erhoben. Seine beiden Söhne starben vor ihm, weshalb das Marquessate bei seinem Tod am 8. Dezember 1680 erlosch. Das Earldom und die übrigen Titel fielen an seinen Großneffe Robert Pierrepont als 3. Earl. Der 5. Earl wurde in der Peerage of Great Britain am 23. Dezember 1706 zum Marquess of Dorchester und am 10. August 1715 zum Duke of Kingston upon Hull erhoben. Beim kinderlosen Tod seines Enkels, des 2. Dukes, am 23. September 1773 erloschen alle genannten Titel.
In zweiter Verleihung wurde der Titel Baron Pierrepont, of Ardglass in the County of Down, am 29. März 1702 dem englischen Politiker Gervase Pierrepont verliehen. Er war der zweitgeborene Sohn des 1. Earls of Kingston-upon-Hull. Da er von 1698 bis 1705 Abgeordneter im House of Commons war, erfolgte die Verleihung in der Peerage of Ireland, damit er seinen Unterhaussitz behalten konnte und ihn nicht zugunsten eines Sitzes im House of Lords aufgeben musste. Nach seinem Ausscheiden aus dem Unterhaus wurde ihm am 19. Oktober 1714 in dritter Verleihung der Titel Baron Pierrepont, of Hanslape in the County of Buckingham, verliehen, diesmal in der Peerage of Great Britain, wodurch er schließlich einen Oberhaussitz erhielt. Beide Titel erloschen mangels männlicher Erben bereits bei seinem Tod am 22. Mai 1715.
In dritter Verleihung wurde der Titel Baron Pierrepont, of Holme Pierrepont in the County of Nottingham, am 23. Juli 1796 in der Peerage of Great Britain an Charles Pierrepont verliehen, zusammen mit dem übergeordneten Titel Viscount Newark, of Newark-on-Trent in the County of Nottingham. Er war mütterlicherseits ein Enkel des 1. Dukes of Kingston upon Hull. Am 9. April 1806 wurde er zudem in der Peerage of the United Kingdom zum Earl Manvers erhoben. Die Titel erloschen am 13. Februar 1955 beim Tod seines Nachfahren, des 6. Earls.

## Liste der Barone Pierrepont

### Barone Pierrepont, erste Verleihung (1627)
- Robert Pierrepont, 1. Earl of Kingston-upon-Hull, 1. Baron Pierrepont (1584–1643)
- Henry Pierrepont, 1. Marquess of Dorchester, 2. Baron Pierrepont (1607–1680) (folgte 1641 durch Writ of Acceleration)
- Robert Pierrepont, 3. Earl of Kingston-upon-Hull, 3. Baron Pierrepont (um 1660–1682)
- William Pierrepont, 4. Earl of Kingston-upon-Hull, 4. Baron Pierrepont (um 1662–1690)
- Evelyn Pierrepont, 1. Duke of Kingston upon Hull, 5. Baron Pierrepont (1665–1726)
- Evelyn Pierrepont, 2. Duke of Kingston upon Hull, 6. Baron Pierrepont (1711–1773)

### Barone Pierrepont, zweite und dritte Verleihung (1702/1714)
- Gervase Pierrepont, 1. Baron Pierrepont (1649–1715)

### Barone Pierrepont, vierte Verleihung (1796)
- Charles Pierrepont, 1. Earl Manvers, 1. Baron Pierrepont (1737–1816)
- Charles Pierrepont, 2. Earl Manvers, 2. Baron Pierrepont (1778–1860)
- Sydney Pierrepont, 3. Earl Manvers, 3. Baron Pierrepont (1825–1900)
- Charles Pierrepont, 4. Earl Manvers, 4. Baron Pierrepont (1854–1926)
- Evelyn Pierrepont, 5. Earl Manvers, 5. Baron Pierrepont (1888–1940)
- Gervas Pierrepont, 6. Earl Manvers, 6. Baron Pierrepont (1881–1955)